# Cuadramón
Cuadramón (llamada oficialmente San Xurxo do Cadramón) es una parroquia española del municipio de Valle de Oro, en la provincia de Lugo, Galicia.

## Otras denominaciones
La parroquia también es conocida por el nombre de San Xurxo do Cuadramón.

## Organización territorial
La parroquia está formada por veintitrés entidades de población:
- A Abelleira
- A Liñarega
- A Moxoeira (A Muxueira)
- Andamil
- As Cancelas
- As Folgueiras
- As Veigas
- Balsa (A Balsa)
- Buslomeao (Bustomeao)
- Corvelle
- Esteleiro (O Esteleiro)
- Ferrocente
- Fonte da Vila (A Fonte da Vila)
- O Albardo
- O Campo
- O Loureiro
- O Porto do Río
- Pereira
- Rozadas (As Rozadas)
- Tituelo (O Tituelo)

### Despoblados
Despoblados que forman parte de la parroquia:
- Chocha
- Cortegaza
- Regocavado (Rego Cavado)

## Demografía
| Gráfica de evolución demográfica de Cuadramón entre 2000 y 2021 |
|                                                                 |
| Datos según el nomenclátor publicado por el INE.                |

## Patrimonio
En esta parroquia se encuentra la capilla románica de Santa Filomena.